# 地沟油
餿水油又称地溝油或坑渠油，是指從废弃食物或殘渣中提煉出來的油，包括回鍋油（萬年油）等被重复使用的食用油。
許多油品業者從餐館飯店等回收已經使用過的廢棄油進行重新加工處理，將地溝油當食用油，引起輿論關注。2010年，根據中國大陸專家估計，這種食用油占全餐飲業市場十分之一以上，當中包括街邊攤檔和高級餐館，用於製造各式食物，如便當店、炸雞腿、炸薯條等等，消費者不知道烹煮這些食物的食油来源。醫生表示「地溝油」含有微生物、鉛、苯並芘、黃麴毒素等物質，尤其苯並芘和黄麴毒素長期暴露恐有致癌風險。

## 生產方法
狀似稀糊的油脂膏狀物自餐廚垃圾坑渠內撈出後，經過濾、沉澱、分餾之步驟，製成地沟油。大型工廠以分餾塔增加生產效率，或将劣质、过期、腐壞的动物皮、肉、内脏经过去色、分餾后生成油脂，一部分流入食用油市场冒充食用油，生產成本每公斤僅0.3元，並以平均每公斤3元賣給餐馆（相對普通食油每公斤9元，食肆使用坑渠油可省成本）。
根據媒體報導，香港當地8年間廢食油的回收價上漲超過3倍，雖然可轉換為生物燃料，不排除有回收業者回收廢食油之後，當作食用油出口。
在台灣，餿水油煉製技術來自於主要由日本製成生物柴油之技術，但為台灣不法商人轉用於餿水油之製作與販售並流入市面，且政府法規對餿水油／生質柴油之定位（再生能源與廢棄物）不明確。

## 對健康的影響
有媒体原文推测地沟油中可能含有，而黄曲霉毒素毒性比砒霜强300倍的说法被人误称年吃300万吨砒霜。因此部分媒体对地沟油的描述有编造和夸大之嫌。而据2011年CCTV《每周质量报告》的报道，中国大陆市场上的某些經加工地沟油已经可以通过食用油国家标准的检测。这并不意味着这些油的质量已经符合食品安全要求，而是他们针对国标的检测方式在加工中使用了一些手段。其中依然含有危险成分。

## 各地使用餿水油情況

### 日本
《日本新华侨报》在2010年3月23日刊出萨苏的文章《日本用“垃圾车烧地沟油”的启示》，此文稱1960年代台灣也曾發生過「日本地溝油」事件，台灣商家用日本廠商提供的地溝油加工食品出售。《网易新闻》王蕾查閱公開記錄後撰寫專題稱「地溝油源自1960年代日本一說為謠言」。

### 中國大陆
2010年，湖北武漢工業學院食品科學與工程學院何東平教授披露，中國一年的動、植物油消費總量大約是2250萬噸，实际生产食用动植物油只有不到2000万吨，推测每年返回餐桌的地溝油有200萬噸到300萬噸。廣東媒體展開的調查猜测珠三角的川菜、湘菜等食肆多採用坑渠油。曾有佛山多間餐館工作過的廚師聲稱，餐館用坑渠油已經是公開的秘密。中國糧油標準化委員會油料和油脂工作組組長、武漢工業學院食品科學與工程學院教授何東平估計，中國要徹底禁絶坑渠油进入食用油销售渠道，可能還需要 10年左右的時間，因中國在餐廚垃圾的處理上，長期處在無政府狀態，給部份不法商販提供了灰色産業空間。

#### 案例
1998年3月16日，《南方都市报》在广东、湖南暗访，发现使用潲水油。
2003年，北京通州工商分局發現餿水油加工廠用地溝油炸麻花、江米條等食品，查扣了坑渠油兩千多公斤。
2011年10月，金华市苏梦乡村民在自家附近味道刺鼻臭味，来源于金华市婺城区结合部。通过公安部调查发现大量油桶等工具，并发现大量油脂及动物残骸，这些成品油都被一个叫李卫坚的人，从附近屠宰场所收购，并且大部分油脂内脏都是腐烂变质不可食用的废弃物。在随后的调查中警方发现像这种个体炼油户在当地不止一家，而且大部分都是被李卫坚所收购。
2011年11月16日，深圳商报报道了当地公安机关办案时发现地沟油攻破深圳政府机关食堂。
2011年，公安部侦破的地沟油案件查获地沟油100多吨，由于缺少认定标准，目前地沟油无法进行有效认定；而且监管不利，在地沟油采集，炼制和销售的各个环节，均未看到有关行政执法部门的身影。
2012年2月，中國最高人民法院、最高人民檢察院、公安部聯合發佈《關於依法嚴懲「地溝油」犯罪活動的通知》，列出七種「地溝油」犯罪量刑標準，最高可被判死刑。
2012年云南省政府監管餐厨垃圾，昆明市城管局负责人奚晴阳表示“地沟油是清朝时期就形成的，现在突然让我们统管起来，这是很难做到的事！”
2012年3月，中国石化采用自主开发的技術和工藝，在中國国内首次生产出符合航空煤油要求的生物航空煤油产品，開始進行生物航煤适航审定申请。
2012年8月廣東深圳的「健康元藥業集團」旗下子公司「河南焦作健康元生物製品公司」曾大舉收購黑心「地溝油」作為抗生素7-ACA原料，據悉這些原料已廣泛流向醫藥市場。

### 香港
蘋果日報報道，永興油行向多間食肆提供一個批次受污染的食油，曾經一度誤以為「地溝油」，其後證實該等食油只是受污染。
2014年9月，香港食物安全中心發現，台灣強冠公司生產的豬油曾銷往香港老字號食用油分銷商成昌行，向成昌行購油的香港飯店和餐廳，恐已受餿水油事件波及。另香港知名食品集團美心西餅因使用強冠「全統香豬油」，生產菠蘿麵包，問題產品已全面下架並停售。

### 台灣
1985年9月21日，台灣發生第一起自製餿水油事件，德泰油行自1975年起收購養豬餿水提煉成食用油，10年內售出逾220萬公斤，流入餐飲及食品業，不當暴利逾億。該起事件重創食品業，應節月餅受到波及，出售中秋月餅的店家紛紛標示油品來源自清
1986年，台灣高等法院於將餿水油案件22名被告判刑。法院當時指出，油行負責人林德卿被控於1980年起，僱人向養豬戶低價搜購餿水浮油，運往合作的工廠提煉，製成再生油後，由林德卿再以廉價賣給油商。不肖油商將再生油攙入正牌沙拉油，銷售給一般家庭、餐廳及工廠伙食團。全案當年由調查局台北縣調查站查獲。林德卿後來被判刑7年，其他被告分被判6年到1年不等。
2014年9月4日，台湾警方偵破收購自助餐廳、餐廳餿水油製成劣質食油的案件，地沟油流入市面超過200吨，「強冠企業股份有限公司」（前3大股東有兩名是日商，包含月島食品和三井物產，約分別持股26%及9%，公司負責人的葉文祥則是持股9.15%）2014年以將香港進口的2批87噸非食用豬油及日本進口的23批共計672噸非食用豬油及不肖商人屏東郭烈成經營的「屏東郭烈成回收油工廠」所回收榨過的黑心油以33％劣質油加67％豬油（一比二）比例，製成「全統香豬油」成品後販賣到市面。
自2014年12月15日起，環保署啟用「廢食用油回收工作證」制度。自2015年1月1日起，如無照回收廢食用油者，將依廢棄物清理法處以罰鍰。 2015年5月，彰化地院合議庭審理，審判長將此案定調為「本案檢官起訴的事實，是『頂新向越南大幸福購買越南家庭熬油業者的油脂後，加以精煉後，以食用油販售』的行為，沒有媒體和名嘴所說的地溝、回收油和餿水油及廢棄油等情節」。定調頂新油案非屬餿水油